# Jacob Olesen
Jacob Olesen, född 1 februari 1981, är en dansk fotbollsspelare, sedan 2006 i den danska klubben Viborg FF. Han har tidigare spelat för SønderjyskE.
Olesen råkade 2006 ut för en otäck skada, när hans vänstra fot gick ur led. Han var borta i 6 månader då.